# Pyrethrum krylovianum
Pyrethrum krylovianum là một loài thực vật có hoa trong họ Cúc. Loài này được Krasch. miêu tả khoa học đầu tiên năm 1946.